# أوتو فون روزين
أوتو فون روزين (بالسويدية: Otto von Rosen)‏ هو عسكري سويدي، ولد في 11 مايو 1884 في ستوكهولم في السويد، وتوفي في 26 مايو 1963 في هالمستاد في السويد.

## وصلات خارجية
- أوتو فون روزين على موقع أوليمبيديا (الإنجليزية)
- أوتو فون روزين على موقع اللجنة الأولمبية السويدية (السويدية)